# Synagelides
Genre
Synonymes
- Tagoria Schenkel, 1963

Synagelides est un genre d'araignées aranéomorphes de la famille des Salticidae.

## Distribution
Les espèces de ce genre se rencontrent en Asie.

## Liste des espèces
Selon World Spider Catalog (version 26, 31/07/2025) :
- Synagelides agoriformis Strand, 1906
- Synagelides angustus Li, Wang & Peng, 2021
- Synagelides ani Wang, Li & Pham, 2023
- Synagelides annae Bohdanowicz, 1979
- Synagelides bagmaticus Logunov & Hereward, 2006
- Synagelides birmanicus Bohdanowicz, 1987
- Synagelides bohdanowiczi Wang, Mi, Irfan & Peng, 2020
- Synagelides brahmaputra Caleb, Chatterjee, Tyagi, Kundu & Kumar, 2018
- Synagelides cavaleriei (Schenkel, 1963)
- Synagelides cheni Wang & Li, 2022
- Synagelides dajueshan K. K. Liu, 2025
- Synagelides darjeelingus Logunov & Hereward, 2006
- Synagelides doisuthep Logunov & Hereward, 2006
- Synagelides emangou Liu, 2022
- Synagelides fanjingensis C. Wang, Mi & Peng, 2023
- Synagelides forkiforma Yang, Zhu & Song, 2007
- Synagelides furcatoides Li, Cheng, Wang, Yang & Peng, 2023
- Synagelides furcatus Li, Cheng, Wang, Yang & Peng, 2023
- Synagelides gambosus Xie & Yin, 1990
- Synagelides gosainkundicus Bohdanowicz, 1987
- Synagelides guangfeng K. K. Liu, 2025
- Synagelides guiyang Ding & Yu, 2024
- Synagelides hamatus Zhu, J. X. Zhang, Z. S. Zhang & Chen, 2005
- Synagelides haoyai Logunov, 2017
- Synagelides himalaicus Bohdanowicz, 1987
- Synagelides hortonensis Kanesharatnam & Benjamin, 2020
- Synagelides huangsangensis Peng, Yin, Yan & Kim, 1998
- Synagelides huangxin Lin & Li, 2024
- Synagelides hubeiensis Peng & Li, 2008
- Synagelides jinding Liu, 2022
- Synagelides jinggangshanensis Liu, Chen, Xu & Peng, 2017
- Synagelides jingzhao Yang, Zhu & Song, 2007
- Synagelides kangding K. K. Liu, 2025
- Synagelides kochang Logunov, 2017
- Synagelides kongmingi Wang, Mi, Li & Xu, 2024
- Synagelides kosi Logunov & Hereward, 2006
- Synagelides kualaensis Logunov & Hereward, 2006
- Synagelides lakmalii Kanesharatnam & Benjamin, 2020
- Synagelides larisae Logunov, 2017
- Synagelides latus Li, Wang & Peng, 2021
- Synagelides lehtineni Logunov & Hereward, 2006
- Synagelides leigongensis Wang, Mi, Irfan & Peng, 2020
- Synagelides logunovi Wang, Mi, Irfan & Peng, 2020
- Synagelides longus Song & Chai, 1992
- Synagelides lovecrafti Ni, Li & Zhang, 2025
- Synagelides lushanensis Xie & Yin, 1990
- Synagelides martensi Bohdanowicz, 1987
- Synagelides medog Wang, Mi & Li, 2024
- Synagelides mii Wang, Li & Pham, 2023
- Synagelides montiformis Li, Cheng, Wang, Yang & Peng, 2023
- Synagelides munnar Logunov, 2017
- Synagelides nepalensis Bohdanowicz, 1987
- Synagelides nishikawai Bohdanowicz, 1979
- Synagelides nuiba Logunov, 2024
- Synagelides numu Ni, Li & Zhang, 2025
- Synagelides oleksiaki Bohdanowicz, 1987
- Synagelides orlandoi Kanesharatnam & Benjamin, 2020
- Synagelides palpalis Żabka, 1985
- Synagelides palpaloides Peng, Tso & Li, 2002
- Synagelides pengi Wang, Li & Pham, 2023
- Synagelides platnicki Lin & Li, 2020
- Synagelides qin Ni, Li & Zhang, 2025
- Synagelides rosalindae Kanesharatnam & Benjamin, 2020
- Synagelides sancha Wang, Li & Pham, 2023
- Synagelides serratus Liu, 2022
- Synagelides shimian Ni, Li & Zhang, 2025
- Synagelides shuqiang Liu, 2022
- Synagelides subagoriformis Li, Wang & Peng, 2021
- Synagelides subgambosus Wang, Mi, Irfan & Peng, 2020
- Synagelides sumatranus Logunov & Hereward, 2006
- Synagelides tangi Liu, Chen, Xu & Peng, 2017
- Synagelides tianmu Song, 1990
- Synagelides tianquan Wang, Mi & Li, 2024
- Synagelides triangulatus Liu, 2022
- Synagelides triangulus Li, Wang & Peng, 2021
- Synagelides tukchensis Bohdanowicz, 1987
- Synagelides ullerensis Bohdanowicz, 1987
- Synagelides walesai Bohdanowicz, 1987
- Synagelides wangdicus Bohdanowicz, 1978
- Synagelides wuermlii Bohdanowicz, 1978
- Synagelides wuliangensis Wang, Mi, Irfan & Peng, 2020
- Synagelides wuyuan K. K. Liu, 2025
- Synagelides xiangyun Ni, Li & Zhang, 2025
- Synagelides xingdouensis Wang, Mi, Irfan & Peng, 2020
- Synagelides xuandei Wang, Mi, Li & Xu, 2024
- Synagelides yadong Ni, Yu & Zhang, 2024
- Synagelides yidei Wang, Mi, Li & Xu, 2024
- Synagelides yinae Liu, Chen, Xu & Peng, 2017
- Synagelides yunchangi Wang, Mi, Li & Xu, 2024
- Synagelides yunnan Song & Zhu, 1998
- Synagelides zebrus Peng & Li, 2008
- Synagelides zhaoi Peng, Li & Chen, 2003
- Synagelides zhilcovae Prószyński, 1979
- Synagelides zilongi Wang, Mi, Li & Xu, 2024
- Synagelides zonatus Peng & Li, 2008

## Systématique et taxinomie
Ce genre a été décrit par Bösenberg et Strand en 1906 dans les Salticidae.
Tagoria a été placé en synonymie par Bohdanowicz en 1979.

## Publication originale
- Bösenberg & Strand, 1906 : « Japanische Spinnen. » Abhandlungen der Senckenbergischen Naturforschenden Gesellschaft, vol. 30, p. 93-422 (texte intégral).